# Carl Klingberg
Carl Klingberg (Göteborg, 28 gennaio 1991) è un hockeista su ghiaccio svedese.

## Palmarès

### Club
- Campionato svizzero: 2

Zugo: 2020-21, 2021-22
- Coppa di Svizzera: 1

Zugo: 2018-19

### Nazionale
- 1 medaglia:
  - 1 oro (Germania/Francia 2017)